# Église du Sacré-Cœur de Levuka
Pour les articles homonymes, voir église du Sacré-Cœur.
L'église du Sacré-Cœur de Levuka, également connue sous le nom d'église catholique du Sacré-Cœur, est une église catholique romaine de l'île fidjienne d'Ovalau, située sur Beach Street dans la ville de Levuka ,. La tour de l'horloge de l'église sert de phare pour guider les navires vers le port à travers une ouverture dans le récif. L'église fait partie de la ville portuaire historique de Levuka classée au patrimoine mondial de l'UNESCO.

## Caractéristiques
L'église, le presbytère et sa tour détachée ont été construits par le Père Louyot dans une architecture néogothique traditionnelle. La forme de l'église est celle d'une croix latine avec la structure de bardage, mesurant 18,3 × 7,3 m. Elle peut accueillir 250 personnes. L'harmonium a été ajouté par Alexandre Fils. Le presbytère, détruit par un cyclone en 1905, était une structure en bois de deux étages adjacente à l'église.

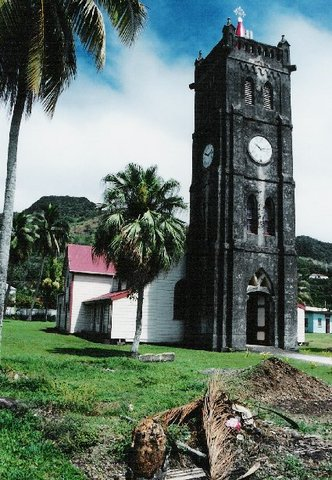
Vue de face de la tour et de sa flèche en forme de croix.

La tour haute de 24 m., de forme carrée, est construite en pierre de maçonnerie et mesure 4 × 4 m. Son beffroi contient quatre cloches. L'horloge montée sur la tour est de forme circulaire et sonne deux fois par heure à une minute d'intervalle ; dans le langage local, on dit que la première sonnerie indique l'heure locale des Fidji. La flèche de la tour est équipée d'un néon en forme de croix, qui est utilisé par les navires pour naviguer en toute sécurité à travers le passage de Levuka jusqu'au port ; ce feu fonctionne en synchronisation avec un autre feu vert installé sur la colline .

## Histoire
L'église a été construite en 1858 par les Pères Maristes dans le cadre du Presbytère de la Mission du Sacré-Cœur, à Levuka, qui fut la première capitale historique des Fidji pendant la domination coloniale britannique. Le frère Jean-Baptiste Bréhéret été le premier prêtre de l'église. La tour de l'horloge qui est indépendante de l'église a été construite en sa mémoire,, . On dit que c'est la "mission catholique la plus ancienne et la mieux développée des Fidji". L'église a été agrandie dans les années qui ont suivi, . L'église est située dans la ville portuaire historique de Levuka classée au patrimoine mondial de l'UNESCO en 2013 sous les critères (culturels) (ii) et (iv),.